# موردراز رهبر (سررود الجنوبي)
موردراز رهبر (بالفارسية: موردراز رهبر) هي قرية تقع في إيران في قسم سررود الجنوبي الريفي. يقدر عدد سكانها بـ 390 نسمة .